# Приозёрный (Астраханская область)
Приозёрный — посёлок в Красноярском районе Астраханской области, входит в состав Аксарайского сельсовета (до 2018 года — Степновского сельсовета).
Население 18 человек (2010), 100 % из них — казахи.

## Физико-географическая характеристика
Посёлок расположен в степи в центральной части Красноярского района.
Расстояние до Астрахани составляет 63 километров (до центра города), до районного центра села Красный Яр — 34 километра, до административного центра сельского поселения посёлка Степной — 25 километров.
Климат
Резко континентальный с жарким сухим летом, холодной и малоснежной зимой, самый жаркий месяц — июль. Абсолютный максимум +42 градуса. Самый холодный период январь-февраль.
Часовой пояс
Приозёрный, как и вся Астраханская область, находится в часовой зоне МСК+1. Смещение применяемого времени относительно UTC составляет +4:00.

## История
В 2018 году Приозёрный перешёл из упразднённого сельские поселения Степновского сельсовета в новое сельское поселение под старым названием «Аксарайский сельсовет»

## Население
| 2002 | 2010 |
| ---- | ---- |
| 54   | ↘18  |

Национальный и гендерный состав
По данным Всероссийской переписи в 2010 году, численность населения составляла 18 человек (12 мужчин и 6 женщин, 66,7 и 33,3 %% соответственно).
Согласно результатам переписи 2002 года, в национальной структуре населения казахи составляли 100 % общей численности населения в 55 жителей.

## Транспорт
Приозёрный соединён просёлочной дорогой с селом Малый Арал. Регулярного общественного транспорта нет.